# System Bella-Lancastera
System Bella-Lancastera (inaczej system monitorialny) – system wzajemnego nauczania opracowany przez angielskich pedagogów Andrew Bella oraz Josepha Lancastera. W ramach tego systemu jeden nauczyciel mógł uczyć nawet kilkuset uczniów wyręczając się w pracy dydaktycznej najzdolniejszymi uczniami, tzw. monitorami. Monitor miał pod swoją opieką przeciętnie ok. 10 uczniów, których uczył tego, czego sam nauczył się od nauczyciela.